# بيدرو كونينيونيز
بيدرو كونينيونيز هو لاعب كرة قدم إكوادوري في مركز الوسط، ولد في 4 مارس 1986 في إسمرالداس في الإكوادور. شارك مع منتخب الإكوادور لكرة القدم. أما مع النوادي، فقد لعب مع سانتوس لاغونا ونادي إيميلك ونادي ديبورتيفو إل ناسيونال.

## وصلات خارجية
- بيدرو كونينيونيز على موقع الاتحاد الدولي (مؤرشف)  (الإنجليزية)
- بيدرو كونينيونيز على موقع قاعدة بيانات كرة القدم.إي يو (الإنجليزية)
- بيدرو كونينيونيز على موقع ناشيونال فوتبول تيمز (الإنجليزية)
- بيدرو كونينيونيز على موقع Soccerway.com (الإنجليزية)
- بيدرو كونينيونيز على موقع عالم كرة القدم.نت (الإنجليزية)
- بيدرو كونينيونيز على موقع AS.com (الإسبانية)